# 金久美子
金 久美子（김구미자 / キム クミジャ、1958年10月11日 - 2004年10月1日）は、日本の女優。
長野県佐久市出身。在日韓国人3世で、日本名は金村 久美子（かねむら くみこ）。

## 人物・来歴
東京経済大学短期大学部卒業。1978年から、佐藤信が主宰する劇団「68/71黒色テント」で活動した後、1987年に金守珍の主宰する劇団「新宿梁山泊」に参加。中心的な俳優として『千年の孤独』などの作品に主演した。韓国映画『愛乱』、『狂った愛の詩』（1990年）では主演を務め、後者ではアジア太平洋映画祭の主演女優賞を受賞した。『愛乱』への出演を機に、それまで話せなかった韓国語を勉強し始め、一年ほどで通訳を必要としなくなった。1996年、新宿梁山泊を退団。その後も様々な舞台やテレビドラマ、映画に出演する。
2003年に癌が見つかり、胃を摘出する。翌年3月、金の復活を願う演劇人たちが企画し、黒色テント時代からの仲間だった鄭義信が書き下ろした『アジアン・スイーツ』で舞台に立ち、これが最後の舞台となった。2004年10月1日に胃癌のため死去。
鄭義信は在日コリアン一家を描いた自作の舞台『焼肉ドラゴン』のソウル公演が2008年に行われた際、金の遺影を携えて渡韓した。

## 出演

### 舞台

#### 68/71黒色テント
※特に記載のないものはすべて佐藤信の演出。
- ブランキ殺し上海の春（1979年、作：佐藤信）
- 与太浜パラダイス（1979年、作：山元清多）
- 西遊記（1980年、作：佐藤信）
- 夜と夜の夜（1981年、作：佐藤信）
- 比置野ジャンバラヤ（1982年、作：山元清多　演出：加藤直）
- 灰とダイヤモンド（1983年、作：佐藤信）
- アメリカ（1983年、作：加藤直）
- ヴォイツェック（1984年、作：ゲオルク・ビューヒナー）

#### 新宿梁山泊
※すべて金盾進の演出。
- カルメン夜想曲（1987年、作：鄭義信）
- 夜に群がる星の騎馬隊 昭和の終わりの暗い日曜日（1988年、作：渡辺えり子）
- 千年の孤独（1989年、作：鄭義信）
- 人魚伝説（1990年、作：鄭義信）
- ジャップ・ドール（1991年、作：鄭義信）
- それからの夏（1993年、作：鄭義信）
- 少女都市からの呼び声（1993年、作：唐十郎）

#### その他
- 明日、ジェルソミーナと（1986年、マダン企画　作：鄭義信　演出：金盾進）
- 天使にさよなら（1987年、俳優座劇場 原作：ギュンター・ヴァイゼンボルン（英語版）　脚本：加藤直　構成・演出：佐藤信）
- ユラリウム （1990年、ユラリウム実行委員会　作・演出：島田雅彦）
- 冬のエチュード（1992年、スパイラル　構成・演出：松本修）
- 危険な関係 BEYOND MY CONTROL（1993年、パルコ　作：クリストファー・ハンプトン　演出：デヴィッド・ルヴォー（英語版））
- カラマーゾフの兄弟（1994年、フラワーズ・カンパニー　脚本・演出：木野花）
- 不知火検校（1994年、銀座セゾン劇場　脚本：月本裕、勝新太郎　演出：勝新太郎）
- ボーイング・ボーイング（1998年、パルコ　作：マルク・カモレッティ（英語版）　演出：西川信廣）
- 野望と夏草（1998年、新国立劇場　作：山崎正和　演出：西川信廣）
- 龍を撫でた男（1999年、演劇企画集団THE・ガジラ　作：福田恆存　演出：鐘下辰男）
- マディソン郡の橋（1999年、TBS　脚本：鎌田敏夫　演出：鴨下信一）
- ロベルト・ズッコ（2000年、世田谷パブリックシアター　作：ベルナール＝マリ・コルテス（英語版）　演出：佐藤信）
- 鬼 ONI 〜「新羅生門」より〜（2001年、オーツーコーポレーション　作：横内謙介　演出：松村武）
- ハムレット（2001年、扉座　作：ウィリアム・シェイクスピア　演出：横内謙介）
- 華氏451度（2001年、木山事務所　原作：レイ・ブラッドベリ　演出：勝田安彦）
- アテルイ（2002年、劇団☆新感線/松竹　作：中島かずき　演出：いのうえひでのり）
- ↑ヤジルシ―誘われて（2002年、新国立劇場　作・演出：太田省吾）
- SLAPSTICKS（2003年、パルコ　作・演出：ケラリーノ・サンドロヴィッチ）
- アジアン・スイーツ（2004年、海のサーカス　作：鄭義信　演出：松本祐子）

### 映画
- 愛乱（1989年）
- 狂った愛の詩（1990年）
- 乳房（1993年） - 高野今日子 役
- 月はどっちに出ている（1993年） - チマチョゴリの女 役
- 全身小説家（1994年） - 母・たか子 役
- 失楽園（1997年） - 今井美都里 役
  - 失楽園・海外版オリジナル・ヴァージョン（1997年） - 今井美都里 役
- KOKKURI こっくりさん（1997年） - 水輪明美 役
- 明日なき街角（1997年） - 光江 役
- コキーユ 貝殻（1999年） - 浦山悦子 役
- 富江 replay（2000年） - 森田陽子 役
- 老親（2000年） - 鈴木昌子 役
- ディスタンス（2001年）
- 実録・夜桜銀次（2001年） - 山尾静江 役
- 実録・夜桜銀次2（2001年） - 山尾静江 役
- 笑う蛙（2002年） - 稲松咲子 役
- man-hole（2002年） - 鈴木容子 役
- ジャンプ（2003年） - バーのママ 役
- 千の風になって（2004年） - 松山和美 役
- またの日の知華（2005年） - 第三章・知華 役 ※死後公開
- ブレス・レス（2006年）※死後公開

### テレビドラマ
NHK
- 天うらら（1998年）
- 庭師サッちゃん（1998年）
- 柳橋慕情（2000年） - おつま 役

日本テレビ
- リミット もしも、わが子が…（2001年）
- 金田一少年の事件簿（2001年） - 近宮玲子 役
- 探偵家族（2002年）
- 火曜サスペンス劇場
  - 「夜の事情」（1994年） - 外浦幸枝 役
  - 「隠し続けた女」（1995年） - 佐伯恭子 役
  - 「刑事・鬼貫八郎6」（1996年） - 服部香織 役
  - 「警部補 佃次郎3」（1997年） - 早坂恵子 役
  - 「刑事・鬼貫八郎8」（1998年） - 仲田玲子 役
  - 「警視庁鑑識班8」（1999年） - 吉国潤子 役
  - 「救命救急センター」（2000年） - 菅野俊子 役
  - 「警視庁鑑識班13」（2002年） - 和泉英子 役
  - 「下町・銭湯騒動記2」（2003年） - 吉沢良子 役
  - 「身辺警護12」（2003年） - 中町恭子 役
  - 「女検事・霞夕子23」（2004年） - 多岐川夏子 役

TBS
- ぽっかぽか（1994 - 1996年） - かすみママ 役
- あきまへんで!（1998年） - 岩崎槙子 役
- 再婚トランプ（1998年） - 篠塚陽子 役
- 寺内貫太郎一家2000（2000年） - しのぶ 役
- 聖の青春（2001年） - 村山トミコ 役
- 3年B組金八先生（2001 - 2002年） - 平沢町代 役
- こちら第三社会部（2001年） - 平沢佳乃 役
- コスメの魔法（2004 - 2005年） - 蜂谷範子 役
- 月曜ドラマスペシャル
  - 「松本清張特別企画・聞かなかった場所」（1997年） - 高橋千代子 役
- 月曜ミステリー劇場
  - 「弁護士高見沢響子6」（2003年） - 谷村千晶 役

フジテレビ
- 大人は判ってくれない（1992年）
- ハートにS（1995年）
- タブロイド（1998年） - 和彦の母 役
- 幸福の明日（2000年） - 長沢万智 役
- いつもふたりで（2003年）
- 金曜エンタテイメント
  - 「スチュワーデス刑事6」（2003年） - 黒田藍子 役

テレビ朝日
- 本当にあった怖い話（1992年）
- 風の刑事・東京発!（1995年）
- 外科医柊又三郎（1996年） - 吉岡礼子 役
- 家政婦は見た! 第3話「遺産争いに愛人の娘が現れて…」（1997年） - 富永智子 役
- 土曜ワイド劇場
  - 「松本清張スペシャル・書道教授」（1995年） - 神谷文子 役
  - 「西村京太郎トラベルミステリー」（2003年） - 原田由美子 役

テレビ東京
- 女と愛とミステリー
  - 「犯罪交渉人ゆり子1」（2001年） - 内舘千恵子 役

### ゲーム
- ALIVE（1998年） - オンダ・ヨウコ 役

## 受賞歴
- 第17回青丘賞
- 第35回アジア太平洋映画祭 最優秀主演女優賞

## 参考リンク
- ＜鳳仙花＞◆女優・金久美子の早すぎた死◆